# نینا یگورووا
نینا ایوانوونا یگورووا (ارمنی: Նինա Իվանովնա Եգորովա؛  زادهٔ ۲۸ فوریهٔ ۱۹۲۶) بازیگر اهل ارمنستان است.

## زندگی‌نامه
وی در ۲۸ فوریهٔ ۱۹۲۶ در باکو به دنیا آمد . وی همچنین برنده جوایزی همچون هنرمند مردمی ارمنستان شوروی (۱۹۶۷) و جایزه دولتی ارمنستان شوروی شد.